# Yo conocí a esa mujer
Yo conocí a esa mujer es una película de Argentina en blanco y negro dirigida por Carlos Borcosque según el guion de Carlos A. Petit. Se estrenó el 14 de enero de 1942, y tuvo como protagonistas a Libertad Lamarque, Agustín Irusta, Elsa O'Connor, Elvira Quiroga y Osvaldo Miranda.

## Sinopsis
Las desventuras de una cantante acusada de asesinato rememoradas por distintas personas.

## Reparto
- Libertad Lamarque
- Agustín Irusta
- Elsa O'Connor
- Elvira Quiroga
- Enrique Chaico
- Nélida Bilbao
- Osvaldo Miranda
- Rafael Frontaura
- Federico Mansilla
- José Antonio Paonessa
- Mecha López
- Eduardo Sosa Lastra
- Elianne Arroyo
- Nélida Plaza
- Carlos Cores
- Patricio Azcárate
- Aurelia Ferrer

## Comentario
La crónica de Crítica dijo:

"Un melodrama que tiene un asunto bien escrito, pulido con diálogos ceñidos a la forma usual de conversación familiar, pero no parece original"